# Shepherdsville (Kentucky)
Shepherdsville város az Amerikai Egyesült Államok Kentucky államában, Bullitt megyében, melynek megyeszékhelye is. Lakosainak száma 14 201 fő (2020. április 1.).

## Népesség
A település népességének változása:

| 2010 | 11 222 |
| 2020 | 14 201 |